# Rascló gris
El rascló gris (Rallus longirostris) és una espècie d'ocell de la família dels ràl·lids (Rallidae) que habita pantans salats o salobres d'Amèrica Central i del Sud, des de Costa Rica cap al sud fins Colòmbia, Veneçuela, Guaiana i nord i sud-est del Brasil. 
 Ha estat considerada coespecífica amb el rascló sorollós (Rallus crepitans), fins alguns treballs recets.